# Jordania en los Juegos Paralímpicos de París 2024
Jordania estuvo representada en los Juegos Paralímpicos de París 2024 por ocho deportistas, seis hombres y dos mujeres.

## Medallistas
El equipo paralímpico jordano obtuvo las siguientes medallas:
| Nombre           | Deporte                   | Evento             |
| ---------------- | ------------------------- | ------------------ |
| Oro              |                           |                    |
| Omar Carada      | Levantamiento de potencia | –49 kg masculino   |
| Abdelkarim Jatab | Levantamiento de potencia | –97 kg masculino   |
| Plata            |                           |                    |
| —                |                           |                    |
| Bronce           |                           |                    |
| Ahmad Hindi      | Atletismo                 | Peso F34 masculino |